# Natividad (Pangasinan)
Natividad ist eine Stadtgemeinde in der philippinischen Provinz Pangasinan und grenzt im Osten an die Provinz Nueva Ecija. In dem 76,8 km² großen Gebiet lebten im Jahre 2015 24.299 Einwohner, wodurch sich eine Bevölkerungsdichte von 316 Einwohnern pro km² ergibt. Das Gelände, welches sich westlich der Kordilleren befindet, ist trotz der Nähe zu dem Bergmassiv relativ flach. Der überwiegende Teil der Bevölkerung von Natividad lebt von der Landwirtschaft.
Natividad ist in folgende 18 Baranggays aufgeteilt:
| - Barangobong - Batchelor East - Batchelor West - Burgos - Cacandungan - Calapugan - Canarem - Luna - Poblacion East | - Poblacion West - Rizal - Salud - San Eugenio - San Macario Norte - San Macario Sur - San Maximo - San Miguel - Silag |